# Mango

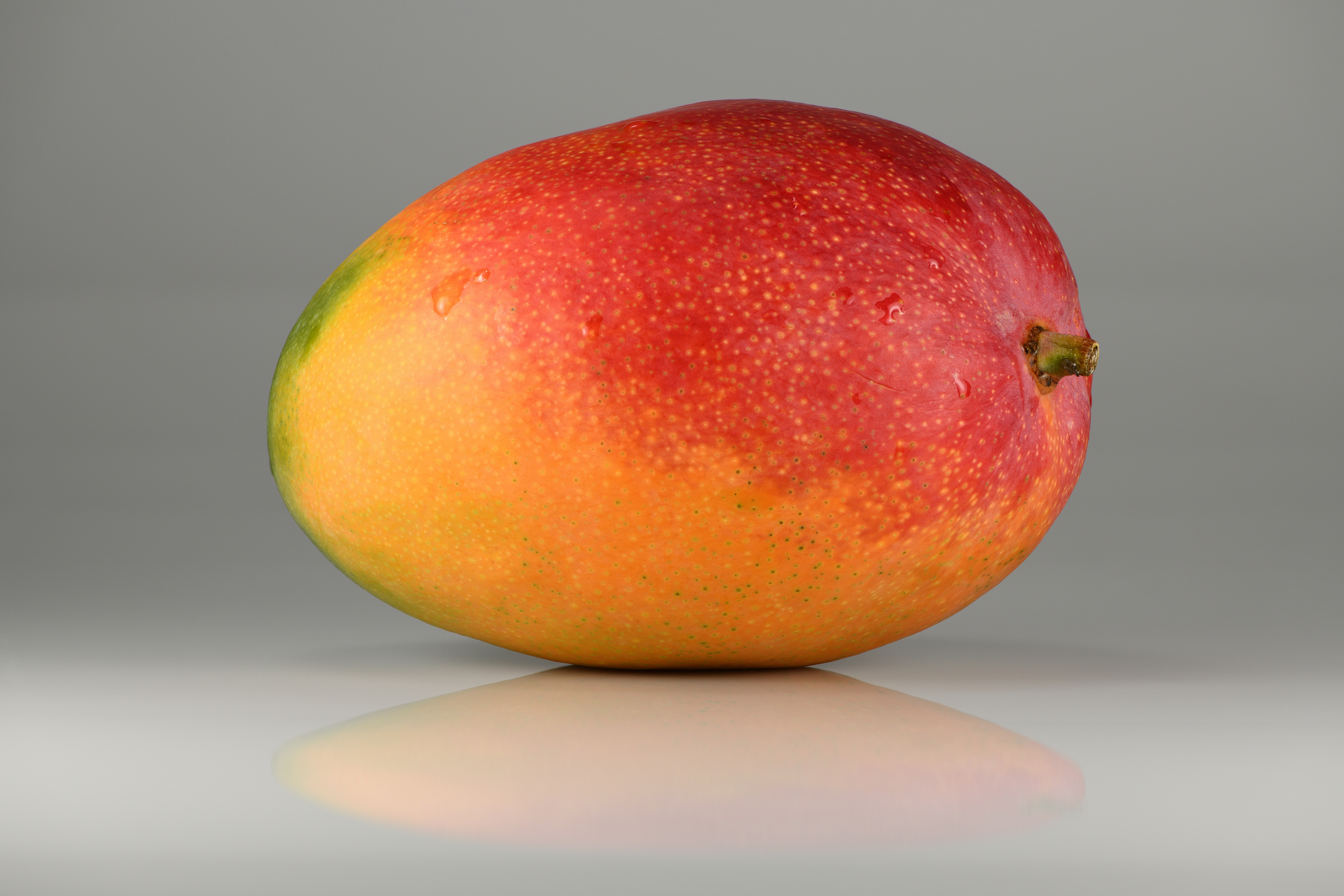
Mango

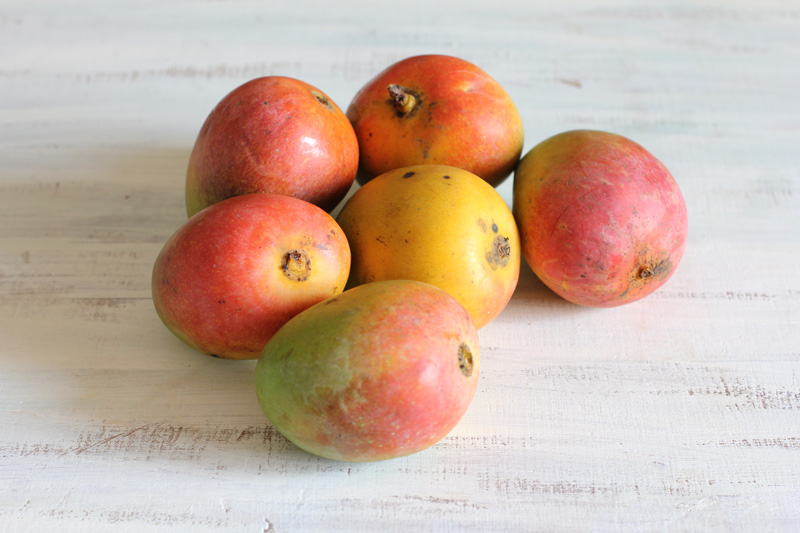
Plody manga

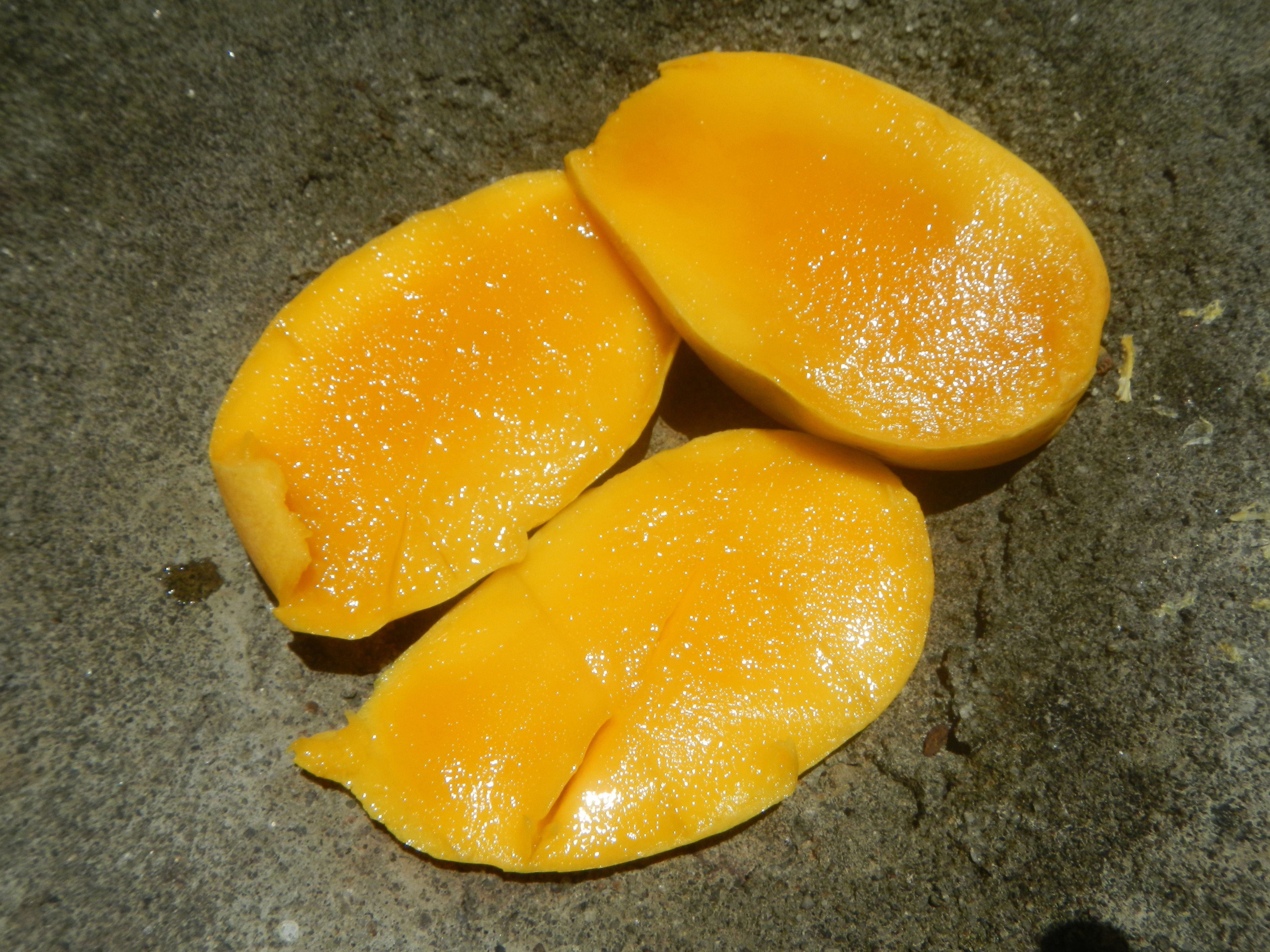
Nařezané kusy manga

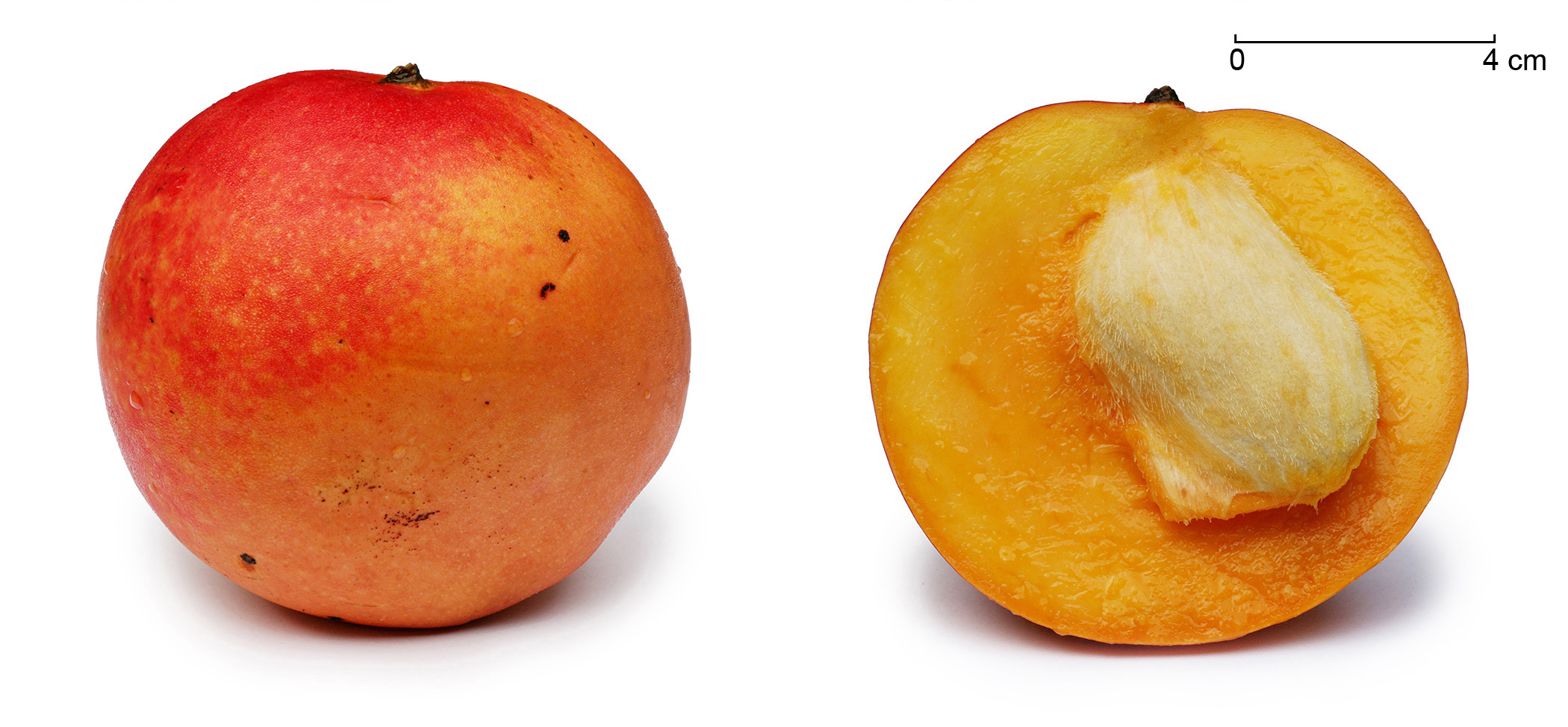
Průřez mangem

Mango je tropické ovoce, plod mangovníku. Patří do rodu Mangifera, který zahrnuje 69 botanických druhů a přes 1000 odrůd tohoto ovoce. Není znám jeho přesný původ, ale má se za to, že mango pochází z jižní a jihovýchodní Asie. V Indii, Barmě, na Srí Lance, v Pákistánu a Bangladéši byly nalezeny fosilie staré 25 až 30 milionů let. Jeho název pochází z malajálamského māṅṅa, které si později portugalští obchodníci upravili na manga. Je výtečným zdrojem vitaminů A, C, beta karotenu, draslíku a vlákniny. Obsahuje málo tuku a sodíku. Plody jsou různé barvy, velikosti i tvaru. Největší plody mohou vážit až 2 kg. 

## Využití v kuchyni
- V Asii se využívá i zelených mang k různým kulinářským účelům. Je třeba jej nechat dozrát při pokojové teplotě, až bude měkké. Mimo přímé konzumace čerstvých, zralých plodů se hodí např. jako příloha k masům a omáčkám.
- Kromě samostatné konzumace čerstvého manga jako ovoce lze plod ve studené i teplé kuchyni využít mnoha způsoby. Oblíbené je mango jako dekorace na cheesecake a další nepečené i pečené dezerty. Lze ho přidat do rozmanitých ovocných i zeleninových salátů a smoothie, směsí kuřecího masa a v neposlední řadě se z něj vyrábí marmeláda.[1]

## Průměrný obsah látek a minerálů
Tabulka udává dlouhodobě průměrný obsah živin, prvků, vitamínů a dalších nutričních parametrů zjištěných v plodech manga.
| Složka          | Jednotka | Průměrný obsah | Prvek (mg/100 g) | Průměrný obsah | Složka (mg/100g) | Průměrný obsah |
| --------------- | -------- | -------------- | ---------------- | -------------- | ---------------- | -------------- |
| voda            | g/100 g  | 82,4           | Na               | 2              | vitamin C        | 37             |
| bílkoviny       | g/100 g  | 0,7            | K                | 180            | vitamin D        | 0              |
| tuky            | g/100 g  | 0,2            | Ca               | 12             | vitamin E        | 1,05           |
| cukry           | g/100 g  | 13,8           | Mg               | 13             | vitamin B6       | 0,13           |
| celkový dusík   | g/100 g  | 0,11           | P                | 16             | vitamin B12      | 0              |
| vláknina        | g/100 g  | 2,6            | Fe               | 0,7            | karoten          | 0,696          |
| mastné kyseliny | g/100 g  | 0,1            | Cu               | 0,12           | thiamin          | 0,04           |
| cholesterol     | g/100 g  | 0              | Zn               | 0,1            | riboflavin       | 0,05           |
| energie         | kJ/100 g | 245            | Mn               | 0,3            | niacin           | 0,5            |

[zdroj⁠?!]

## Pěstování

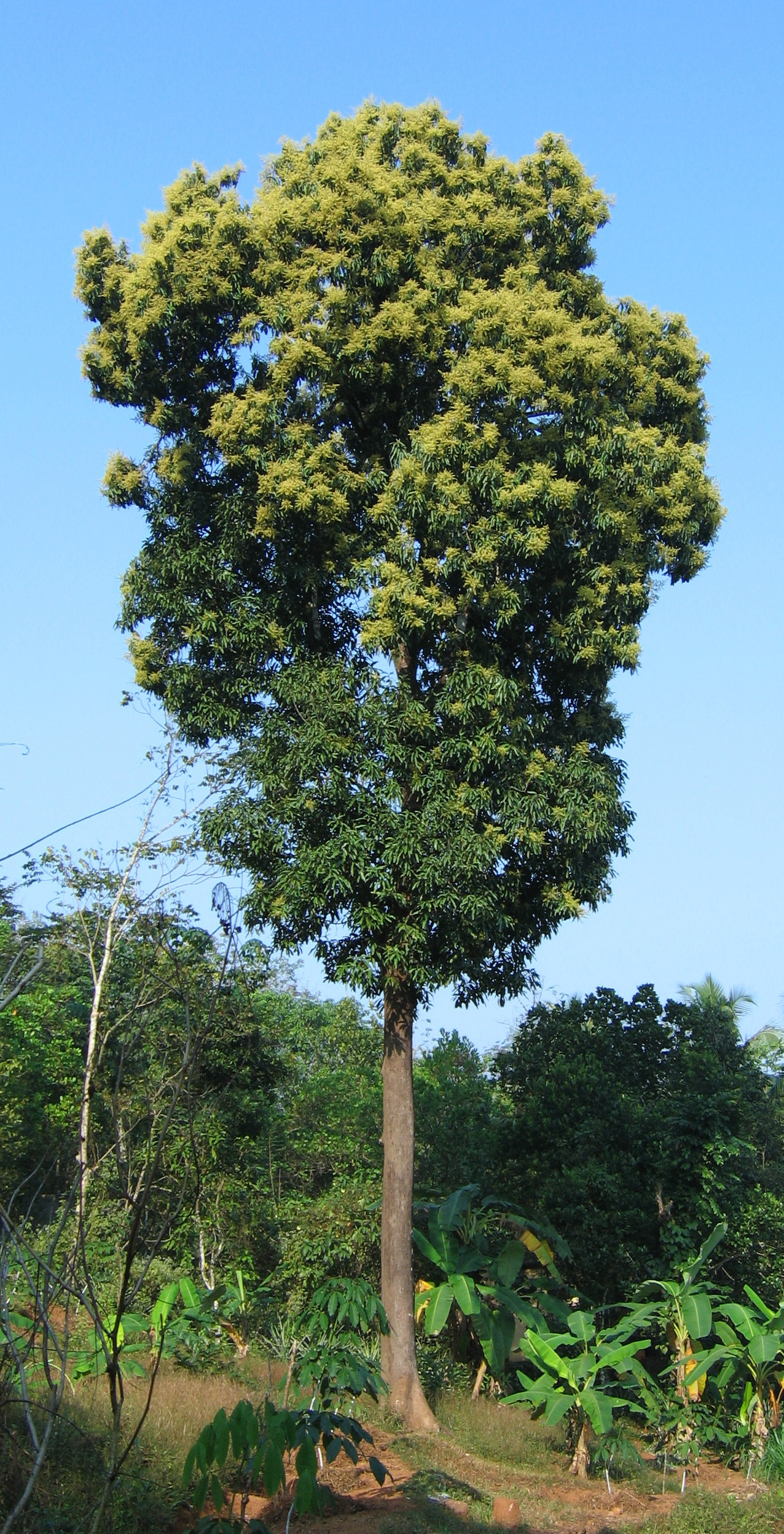
Rozkvetlý mangovník v indické Kerale

| Produkce manga v roce 2017                                                                     | Produkce manga v roce 2017 |
| Stát                                                                                           | (miliony tun)              |
| ---------------------------------------------------------------------------------------------- | -------------------------- |
| Indie                                                                                          | 19,5                       |
| Čína                                                                                           | 4,8                        |
| Thajsko                                                                                        | 3,8                        |
| Indonésie                                                                                      | 2,6                        |
| Mexiko                                                                                         | 2,0                        |
| Svět                                                                                           | 50,6                       |
| * dle Faostatu zahrnuje statistika i mangostany a kvajávu Zdroj: FAOSTAT of the United Nations |                            |